# Podnóżka
Podnóżka – potok górski w południowej Polsce w woj. dolnośląskim w Sudetach Wschodnich.
Górski potok o długości około 2,6 km, lewy dopływ Goworówki, jest ciekiem IV rzędu należącym do dorzecza Odry, zlewiska Morza Bałtyckiego.

## Położenie
Potok w Masywie Śnieżnika. Źródło potoku położone jest na obszarze Śnieżnickiego Parku Krajobrazowego w południowo-zachodniej części Masywu Śnieżnika na zachodnim zboczu wzniesienia Puchacz.

## Charakterystyka
W części źródliskowej potok przez niewielki odcinek płynie w kierunku północno-zachodnim, zalesionym zboczem Puchacza. Po kilkuset metrach od źródła potok na wysokości ok. 800 m n.p.m.przecina drogę Goworów-Jodłów i wzdłuż drogi płynie zalesionym terenem w kierunku ujścia, gdzie na wysokości ok. 740 m n.p.m. między wzniesieniami Gawlik po północnej stronie i Kamienny Garb po południowej stronie uchodzi do Goworówki. Koryto potoku kamienisto-żwirowe słabo spękane i nieprzepuszczalne. Zasadniczy kierunek biegu potoku jest północno-zachodni. Jest to potok górski odwadniający południowo-zachodnią część Masywu Śnieżnika. Potok nieuregulowany dziki. Płynie górską doliną porośniętą w całości świerkowym lasem regla dolnego.